# Sojoez 17
Sojoez 17 (ook: 07604) was een bemande Russische ruimtevlucht uit 1975. Doel van deze missie was een koppeling uit te voeren met het eveneens Russische ruimtestation Saljoet 4, dat enige weken daarvoor was gelanceerd. De kosmonauten voerden wetenschappelijk onderzoek uit en vestigden een nieuw Russisch duurrecord. De hoge baan en keuze van de bemanningsleden wees er op, dat deze vlucht geen militair doel diende.

## Ruimtestations
In de volksmond werd in het Westen ieder Russisch ruimtestation Saljoet genoemd. Die vlag dekte de lading geenszins: de Sovjet-Unie maakte gebruik van zowel militaire (spionage) als civiele (wetenschappelijke) ruimtestations. De Saljoet 4 behoorde tot de laatstgenoemde categorie. In vergelijking met zijn voorgangers zat hij in een veel hogere baan, wat betekende dat de Russen dit station aanzienlijk langer in dienst wensten te houden dan zijn voorgangers. Volgens hoofdontwerper Feokistov daalde het brandstofverbruik hierdoor met de helft. Hoe lager de baan, des te meer wrijving van de (op die hoogte uiterst dunne) atmosfeer een ruimtevaartuig ondervindt en des te sneller hij uiteindelijk terugvalt naar de Aarde. Om dit te voorkomen moeten de raketmotoren worden gebruikt, dit put de brandstofvoorraad echter snel uit. Saljoet 4 kon niet tijdens de vlucht worden bijgetankt.

## Bemanning
De tweekoppige bemanning van Sojoez 17 bestond uit gezagvoerder luitenant-kolonel Aleksej Goebarev en boordwerktuigkundige Georgi Gretsjko. Beiden ondergingen hun ruimtedoop. Hun ruimtevaartuig had een gewicht van 6570 kg.

## Vluchtverloop

### Lancering en koppeling
Sojoez 17 werd gelanceerd op 11 januari 1975 door een Sojoez draagraket vanaf Tjoeratam te Bajkonoer. Ze kwam in een baan met een apogeum van 354 km, een perigeum van 293 km en een omlooptijd van 91,7 minuten. De inclinatie bedroeg 51,6° bij een excentriciteit van 0,00455. In plaats van rechtstreekse tv-beelden moest het Russische publiek het doen met een verslag achteraf. Veel viel er niet te genieten: een dikke mistlaag bedekte Bajkonoer die dag. Een dag later namen de kosmonauten de besturing over van het automatische naderingssysteem op een afstand van 100 m. Vervolgens voerden zij een handmatige koppeling uit en gingen het station binnen. Weliswaar kon dit ook vanaf 300 m afstand, maar dan nam de kans op koersafwijkingen toe. Ook kon de procedure automatisch geschieden, maar soms reageerde de koppelingsapparatuur vrij laat vergeleken met de mens.

### Dagindeling, sport, hygiëne
De kosmonauten draaiden een zesdaagse werkweek, daarna kregen ze een dag vrijaf. Ze gebruikten vier kleine maaltijden per dag. Saljoet 4 beschikte over twee hitte-elementen met tubes voor de bereiding van soep of koffie, die de vloeistof tot 70°C verhitten. Warm en koud water tapte de bemanning rechtstreeks aan de eettafel, die zich direct achter de centrale commandopost in het midden van het station bevond. De tijd voor het sporten inbegrepen, klokten ze 15 à 20 werkuren per dag. De sanitaire voorzieningen aan boord waren primitief: een douche ontbrak geheel. Goebarev en Gretsjko namen hun toevlucht tot met lotion bevochtigde doeken. Scheren geschiedde met behulp van krabbertjes of een elektrisch scheerapparaat, dat de baardharen in een reservoir opzoog. Voor ontspanning zorgde onder meer een bandrecorder met muziekopnamen.
Om spierverslapping door gewichtloosheid te voorkomen stond iedere dag 2,5 uur lichamelijke oefening op het programma. Voor ze ontbeten een half uur, gedurende een uur tussen ontbijt en middagmaal en nogmaals een uur tussen lunch en avondeten. Ze volgden een vast patroon van drie dagen verplichte oefeningen, de vierde dag mochten ze naar keuze invullen. Ze hadden een fiets en loopband (lengte 90 cm, breedte 40 cm) ter beschikking. De fiets was een stoel, waarbij de pedalen afwisselend met de handen en voeten werden bediend. De door hun lichaamsbeweging via een generator opgewekte elektriciteit sloeg het station op.
Tijdens de vlucht verzorgden Goebarev en Gretsjko verscheidene tv-uitzendingen. Hierin besteedden ze ook aandacht aan alledaagse dingen, zoals eten in de ruimte en scheren in gewichtloosheid.

### Reparatie telescoop
De menselijke inbreng was tijdens deze vlucht onmisbaar. De zonnetelescoop was door een technisch mankement in de richtapparatuur grondig de vernieling in geholpen. Dit instrument was ontworpen om kleine gedeeltes van de zonneschijf waar te nemen, niet om volledig te worden blootgesteld aan zonlicht. Saljoet 4 koos twee weken voor Sojoez 17 het luchtruim. In de 14 dagen voor de bemanning aan boord kwam richtte de zonnestraling grote schade aan de hoofdspiegel, (met een diameter van 25 cm en een brandpuntsafstand van 2,5 meter) aan. De telescoop beschikte ook over een andere spiegel. Die werd verplaatst, zodat zonnestraling in de hoofdspiegel weerkaatste.
Dat was een zwaar karwei. De Saljoet moest zodanig worden gericht, dat de telescoop-as recht naar het middelpunt van de Zon wees. De bemanning moest meten hoeveel tijd de kleinere spiegel nodig had om van de ene naar de andere steun te zwenken tijdens normaal gebruik. Vervolgens berekende ze wanneer ze die spiegel moesten vastzetten om de hoofdspiegel weer te kunnen benutten. Dit lukte, zij het op een niet-alledaagse manier. De EHBO-kist bleek hierbij van grote waarde: daar zat een stethoscoop in. Hiermee luisterde ze hoe de kleine spiegel bewoog en voerden een geslaagde reparatie uit. Daarna voorzag ze de hoofdspiegel van een nieuwe reflecterende laag door deze er op te sproeien.

### Experimenten
Een proefmodel van een soort telex (Stroka) ving tekstberichten op en drukte deze op een strook papier af. Tijdens deze missie had het slechts een experimentele functie. De kosmonauten gebruikten het voornamelijk om baangegevens, perscommuniqués en berichten van en naar hun gezinnen door te seinen. Dit leverde twee voordelen op. Een twijfelende kosmonaut kon nu altijd zijn opdrachten of gegevens opnieuw inzien en bovendien op een later tijdstip de dagorders bekijken. Ze konden zo rustig doorslapen als de Saljoet 4 weer boven Bajkonoer vloog en de vluchtleiding gegevens overseinde.
Twee navigatiesystemen (Delta en Kaskad (Cascade)) gebruikten een boordcomputer voor navigatiemetingen om de correcte banen te berekenen. Delta maakte deel uit van het normale instrumentarium, Kaskad was experimenteel. Doel van deze systemen was reductie in brandstofverbruik te bewerkstelligen.
De infraroodtelescoop bekeek voornamelijk het aardoppervlak, maar tevens de Maan. Voor een correct functioneren is een goede koeling essentieel. Eerdere ontwerpen maakten gebruik van gangbare compressoren, die echter veel energie verbruikten. De Sovjets losten dit rigoureus op. Ze koelden het instrument met een omhulling van stikstofijs. Deze wijze van koelen bleek behoorlijk effectief. 
Twee röntgentelescopen onderzochten de Krabnevel, overblijfselen van supernova's in de sterrenbeelden Zeilen en Achtersteven en achtergrondstraling. Bovendien onderwierpen ze zwarte gaten, neutronensterren, witte dwergen en een ster in Orion (waarschijnlijk Rigel) aan nader onderzoek.
Het instrument Emissiya nam atomische zuurstof op een hoogte van 250 tot 270 km in de dampkring waar.
Voor fotografie van de Aarde was geen belangrijke plaats ingeruimd tijdens deze vlucht. Goebarev en Gretsjko richtten hun lenzen op Centraal-Azië, de zuidelijke regionen van het Europese gedeelte van de Sovjet-Unie, Kazachstan, het Russische Verre Oosten, de Koerilen en de Kaspische Laagte. 
De biologische proeven op de mens bestonden uit metingen aan de bloedvaten, met name rond het hart en de hersenen. De bloedvatspanning werd gemeten, de circulatie van de aderen naar het hart en bloedcirculatie in de hersenen. Tevens ging men de gevolgen van decompressie op de onderste lichaamsdelen na. Een speciaal decompressiekostuum, het Chibbispak, droeg de drager gedurende enkele uren tijdens de dagelijkse werkzaamheden en tijdens de gym. Monsters van uitgeademde lucht en bloedstalen onderwierp men op Aarde aan nader onderzoek. Uit diverse gedeelten van het station verzamelde de bemanning micro-organismen die mee terug gingen. Het Tonus apparaat was een elektrische spierstimulator en zond stroompjes naar spieren om ze te trainen; het Plotnust instrument merkte via ultrasoon geluid veranderingen in samenstelling van het botweefsel op. Metingen van reacties van het evenwichtsorgaan vonden plaats met behulp van een draaiende stoel.
Verdere biologische proeven vonden plaats met micro-organismen en vaatplanten. De Oazis proef bekeek hoe peulvruchten, in het bijzonder erwten, in drie weken tijd ontkiemden. De ontwikkeling van kikkerembryo's en fruitvliegjes in gewichtloosheid was eveneens onderwerp van studie.
In totaal voerden Goebarev en Gretsjko honderden experimenten uit.

### Waterrecycling
Lange ruimtevluchten vereisen veel water en iedere bevoorradingsvlucht kost handenvol geld. Ook een supermacht als de Sovjet-Unie wierp daarom een kritische blik op de kosten. Ze rustte Saljoet 4 met een experimenteel waterrecyclingsysteem uit. Dit won water terug door condensatie. Waterdamp uit de cabinelucht kon men zo nogmaals benutten als drinkwater. Een betrouwbaar recyclingsysteem brengt de kosten voor lange ruimtevluchten flink omlaag. Een volgend station, Saljoet 6, beschikte over een operationele installatie.

## Terugkeer naar Aarde
Goebarev en Gretsjko keerden naar de Aarde terug op 9 februari 1975. Het tweetal kwam in een sneeuwstorm terecht met windstoten boven de 70 km/uur. Ze landden op 110 km ten noordoosten van Tselinograd. Het zicht bedroeg hooguit 500 meter, maar de bergingsploegen kweten zich uitstekend van hun taak. Ze waren meteen ter plaatse en brachten de kosmonauten binnen tien minuten aan boord van een helikopter. Hun vlucht had 29 dagen, 13 uur en 19 minuten geduurd. Sojoez 17 trok 466 baantjes rond de Aarde. Goebarev ging hierna nog een keer omhoog, Gretsjko viermaal.
Gedurende de vlucht verloren beide kosmonauten lichaamsgewicht. Goebarev werd 2½ kg lichter, Gretsjko viel 4½ kg af. Artsen vermoedden, dat slaaptekort de reden was; Gretsjko werkte verscheidene malen door, terwijl hij verondersteld werd te slapen. Omdat zij het Russische ruimteduurrecord braken, toonden artsen grote belangstelling voor het tweetal. Zo'n twee minuten na hun landing meldden zich de eerste witte jassen. Na de landing vertoonden beiden een snelle polsslag van 100 slagen per minuut, maar ervoeren geen nadelige gevolgen van hun lange vlucht.

## Trivia
- De Nederlander Bertus Kroon merkte vanaf de grond verschillende afvalcontainers op. Deze waren door de bemanning uitgesluisd, hadden een lengte van 60 cm en een diameter van 25 cm.
- Toen de kosmonauten het station betraden vonden ze een briefje met de tekst: "Voeten vegen !", afkomstig van de technische grondploeg die Saljoet 4 in gereedheid bracht voor lancering.

1 ·
2 ·
3 ·
4 ·
5 ·
6 ·
7 ·
8 ·
9 ·
10 ·
11 ·
12 ·
13 ·
14 ·
15 ·
16 ·
17 ·
18A ·
18 ·
19 ·
20 ·
21 ·
22 ·
23 ·
24 ·
25 ·
26 ·
27 ·
28 ·
29 ·
30 ·
31 ·
32 ·
33 ·
34 · 
35 ·
36 ·
37 ·
38 ·
39 ·
40

T-1 ·  
T-2 ·
T-3 ·
T-4 ·
T-5 · 
T-6 ·
T-7 · 
T-8 ·
T-9 · 
T-10-1 ·
T-10 · 
T-11 ·
T-12 · 
T-13 ·
T-14 · 
T-15